# Andrzej Zieja
Andrzej Zieja (ur. 14 października 1980 we Wrocławiu) – polski żużlowiec.

## Życiorys
Wychowanek WTS-u Wrocław, gdzie startował przez 2 sezony. Następnie reprezentował barwy OTŻ-u Opole, Kolejarza Rawicz i Startu Gniezno.
Karierę rozpoczął we Wrocławiu w 1997. Ze względu na dużą konkurencję, wśród młodzieżowców drużyny z Dolnego Śląska, został wypożyczony do opolskiego Kolejarza. Krótko po przejściu – podczas jednego ze spotkań towarzyskich upadł na tor i doznał kontuzji obojczyka. Po wyleczeniu kontuzji w następnym sezonie, w trzeciej kolejce II ligi, podczas wyjazdowego meczu ze Śląskiem Świętochłowice, wywalczył 12. punktów i 2. bonusy. Dobre wyniki zaprocentowały startem podczas zawodów towarzyskich "Północ-Południe", w których udział wzięli jedni z najlepszych zawodników kraju. Ze strony Północy startowali – Jacek Krzyżaniak, Andrzej Huszcza, Tomasz Bajerski, Jacek Gollob, Rafał Dobrucki, Rafał Okoniewski, Krzysztof Cegielski i Jacek Rempała, ze strony Południa natomiast – Roman Jankowski, Piotr Świst, Adam Łabędzki, Piotr Baron, Sławomir Drabik, Andrzej Zieja, Mariusz Węgrzyk i Maciej Kuciapa. Zieja zdobył 6. punktów w 4. biegach (2+bonus,1,w,3), pokonując w swoim pierwszym starcie wraz ze Sławomirem Drabikiem parę: Rafała Dobruckiego i Rafała Okoniewskiego.
Po sezonie 1998 zawodnik powrócił do Wrocławia, a następnie wraz z zakończeniem wieku juniora przeniósł się do Rawicza (2002) gdzie był liderem drużyny. W kolejnym sezonie przywdziewał plastron Startu Gniezno. W latach 2004–2005 Zieja nie występował na torze. Powrócił do żużla w 2006, występując ponownie w Kolejarzu Rawicz, a w sezonie 2007 przyczynił się do awansu drużyny do 1. ligi. W sezonie tym, podczas eliminacji MPPK w Rawiczu wraz z Andrzejem Huszczą upadł na tor i odniósł bardzo poważną kontuzję. W sezonie 2007 jego średnia ligowa wynosiła 2,33 pkt/bieg. Na tor powrócił w 2008, biorąc wziął w trzech spotkaniach żużlowych.